# عاصفة الصحراء (مسرحية)
مسرحية عاصفة الصحراء عرضت على مسرح الدسمه بالكويت وهي من إنتاج مسرح السلام عام 1991م، وهي من تأليف:حسين الشمري والفكرة والإعداد والإخراج:عبد العزيز المسلم.

## البطولة
مريم الغضبان ـ إبراهيم الصلال ـ عبد العزيز المسلم ـ طارق العلي ـ عادل المسلم ـ عادل يحيى.

## حقائق
هذه المسرحية سميت تيمنا بحرب الخليج الثانية - عاصفة الصحراء وهي ثاني مسرحية بعد التحرير بشكل عام وأول مسرحية سجلت معاناة الكويتيين والاشقاء المقيمين خلال الغزو وبجميع مراحله، وطالبت بالأسرى والمفقودين، واستمرت عروضها ثلاثة أشهر من النجــاح المتواصل، وجسد عبد العزيز المسلّم في هذه المسرحية دور اعبيد الذي يأتون به من مستشفى الطب النفسي لبيت بوصالح بسبب الاحتلال.
| سبقه فري كويت | أعمال مسرح السلام 1991 | تبعه عبيد في التجنيد |